# Hu Hetao
Hu Hetao (en chinois : 胡荷韬 ; pinyin : Hú Hétāo), né le 5 octobre 2003 à Wanzhou en Chine, est un footballeur international chinois. Il joue au poste d'arrière gauche au Chengdu Rongcheng.

## Biographie

### En club
Né à Wanzhou en Chine, Hu Hetao est formé au Chengdu Rongcheng. En mai 2022 il est intégré à l'équipe première du club.
Il joue son premier match en professionnel le 4 juin 2022, à l'occasion de la première journée de la saison 2022 de première division chinoise face au Shenzhen FC. Il est titulaire lors de cette partie qui se solde par la défaite de son équipe (2-0 score final). Le 11 juillet 2022, Hu Hetao inscrit son premier but en professionnel, lors d'une rencontre de championnat face au Meizhou Hakka F.C.,.
Auteur d'une première saison réussie en professionnel, le jeune latéral de 19 ans est nommé pour le meilleur joueur de la saison du Chengdu Rongcheng.

### En sélection
Hu Hetao est retenu avec l'équipe de Chine des moins de 20 ans pour participer à la Coupe d'Asie des moins de 20 ans en 2023.
Le 10 octobre 2024 Hu Hetao honore sa première sélection avec l'équipe nationale de Chine face à l'Australie. Il est titularisé et la Chine est battue par trois buts à un ce jour-là.